# Carteret
Carteret és una població dels Estats Units a l'estat de Nova Jersey. Segons el cens del 2007 tenia 22.725 habitants.

## Demografia
Segons el cens del 2000, Carteret tenia 20.709 habitants, 7.039 habitatges, i 5.208 famílies. La densitat de població era de 1.833,9 habitants/km².
Dels 7.039 habitatges en un 35,5% hi vivien nens de menys de 18 anys, en un 52,1% hi vivien parelles casades, en un 16,6% dones solteres, i en un 26% no eren unitats familiars. En el 21,9% dels habitatges hi vivien persones soles l'11,1% de les quals corresponia a persones de 65 anys o més que vivien soles. El nombre mitjà de persones vivint en cada habitatge era de 2,88 i el nombre mitjà de persones que vivien en cada família era de 3,38.
Per edats la població es repartia de la següent manera: un 25,2% tenia menys de 18 anys, un 8,4% entre 18 i 24, un 30% entre 25 i 44, un 21,4% de 45 a 60 i un 15% 65 anys o més.
L'edat mediana era de 37 anys. Per cada 100 dones de 18 o més anys hi havia 90 homes.
La renda mediana per habitatge era de 47.148 $ i la renda mediana per família de 54.609 $. Els homes tenien una renda mediana de 40.172 $ mentre que les dones 28.132 $. La renda per capita de la població era de 18.967 $. Aproximadament el 8,6% de les famílies i l'11% de la població estaven per davall del llindar de pobresa.

## Poblacions més properes
El següent diagrama mostra les poblacions més properes.